# Kanton Catamayo
Der Kanton Catamayo befindet sich in der Provinz Loja im äußersten Süden von Ecuador. Er besitzt eine Fläche von 651,9 km². Im Jahr 2020 lag die Einwohnerzahl schätzungsweise bei 36.000. Verwaltungssitz des Kantons ist die Stadt Catamayo. Der Kanton entstand 1981 als Abspaltung vom Kanton Loja.

## Lage
Der Kanton Catamayo befindet sich in den Anden im Osten der Provinz Loja. Das Gebiet befindet sich westlich der kontinentalen Wasserscheide. Der südöstliche Teil des Kantons wird über den Río Catamayo, der nordwestliche Teil über den Río Puyango nach Westen entwässert. Die Fernstraßen E35 (Macará–Loja) und E50 (Arenillas–Loja) führen durch den Kanton Catamayo. Außerdem befindet sich bei Catamayo der Flughafen Catamayo.
Der Kanton Catamayo grenzt im Südwesten an den Kanton Gonzanamá, im Westen an die Kantone Paltas, Olmedo und Chaguarpamba, im äußersten Nordwesten an den Kanton Portovelo der Provinz El Oro sowie im Nordosten und im Osten an den Kanton Loja.

## Verwaltungsgliederung
Der Kanton Catamayo ist in die Parroquias urbanas („städtisches Kirchspiel“)
- Catamayo
- San José (am 8. Januar 1996 gegründet)

und in die Parroquias rurales („ländliches Kirchspiel“)
- El Tambo
- Guayquichuma
- San Pedro de la Bendita
- Zambi

gegliedert.